# Laddu

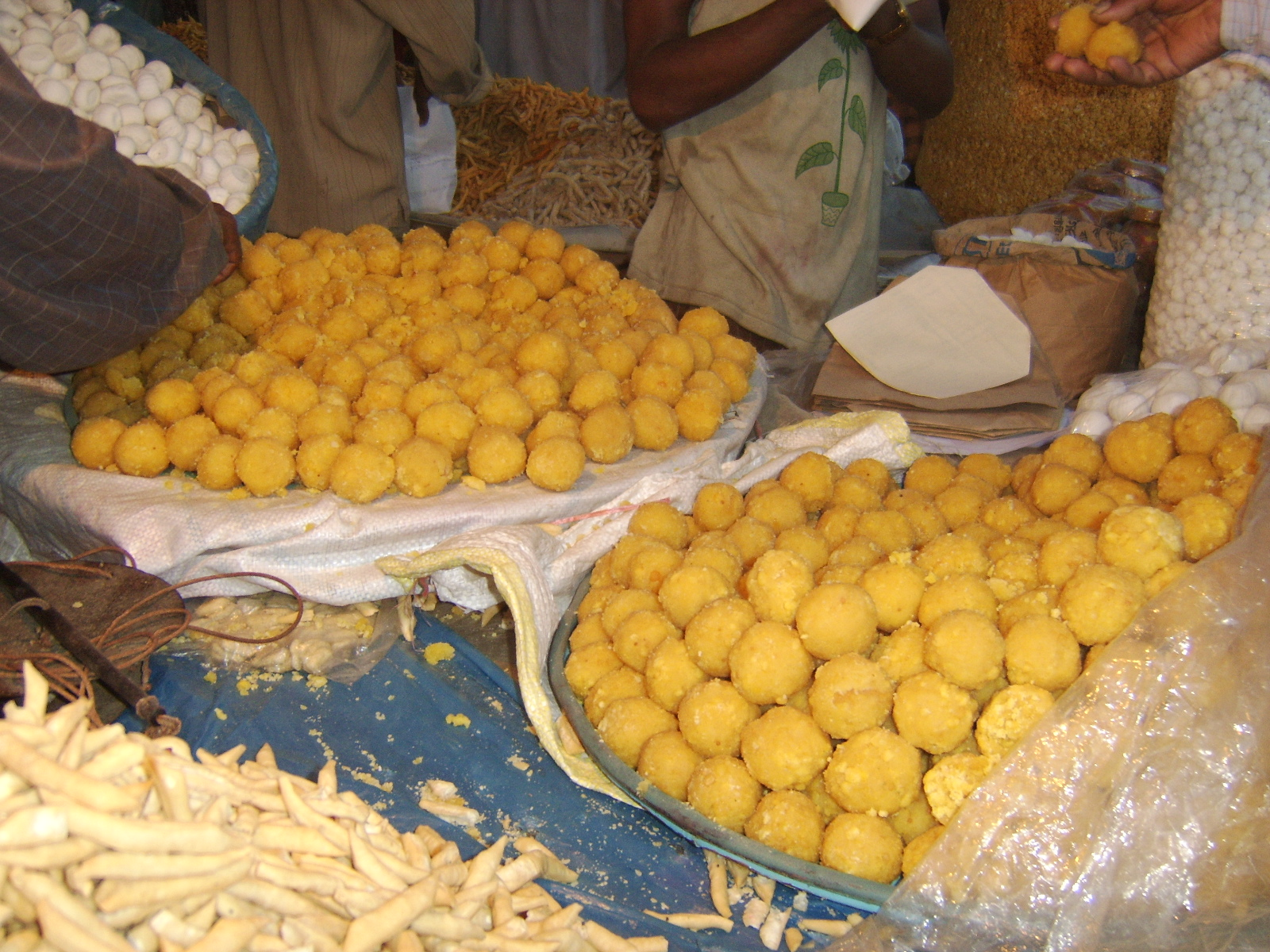
Laddu na straganie w Bangladeszu.

Laddu – rodzaj indyjskich słodyczy. Niewielkie kulki z pureé z ciecierzycą, maczane w syropie, oraz oblepione kawałkami migdałów i orzechów.

## Rodzaje laddu
- Tirupati laddu
- Motichoor
- Besan laddu
- Rava laddu
- Til laddu